# Бидеми (Рагуза)
Бидеми је насеље у Италији у округу Рагуза, региону Сицилија.
Према процени из 2011. у насељу је живело 22 становника. Насеље се налази на надморској висини од 56 м.